# Championnat de La Réunion de football 1965
Le Championnat de La Réunion de football 1965 était la 16e édition de la compétition qui fut remportée par la SS Saint-Louisienne. Le championnat est passé de 8 à 10 clubs.

## Classement
Il manque le résultat du match US Bénédictine-SS Patriote.
| Rang | Équipe                  | Pts | J  | G  | N | P  | Bp | Bc | Diff |
| ---- | ----------------------- | --- | -- | -- | - | -- | -- | -- | ---- |
| 1    | SS Saint-Louisienne (T) | 49  | 18 | 15 | 1 | 2  |    |    |      |
| 2    | SS Tamponnaise          | 44  | 18 | 11 | 4 | 3  |    |    |      |
| 3    | SS Jeanne d'Arc         | 41  | 18 | 10 | 3 | 5  |    |    |      |
| 4    | JS Saint-Pierroise      | 41  | 18 | 10 | 3 | 5  |    |    |      |
| 5    | US Bénédictine          | 39  | 17 | 10 | 2 | 5  |    |    |      |
| 6    | SS Dynamo (P)           | 34  | 18 | 6  | 4 | 8  |    |    |      |
| 7    | SS Patriote             | 33  | 17 | 5  | 6 | 6  |    |    |      |
| 8    | Stade Saint-Paulois     | 29  | 18 | 4  | 3 | 11 |    |    |      |
| 9    | SS Excelsior (P)        | 28  | 18 | 4  | 2 | 12 |    |    |      |
| 10   | SS Juniors Dinoysiens   | 18  | 18 | 0  | 0 | 18 |    |    |      |

|  | Relégation en 2e division |